# Andreas Büttner (Politiker)

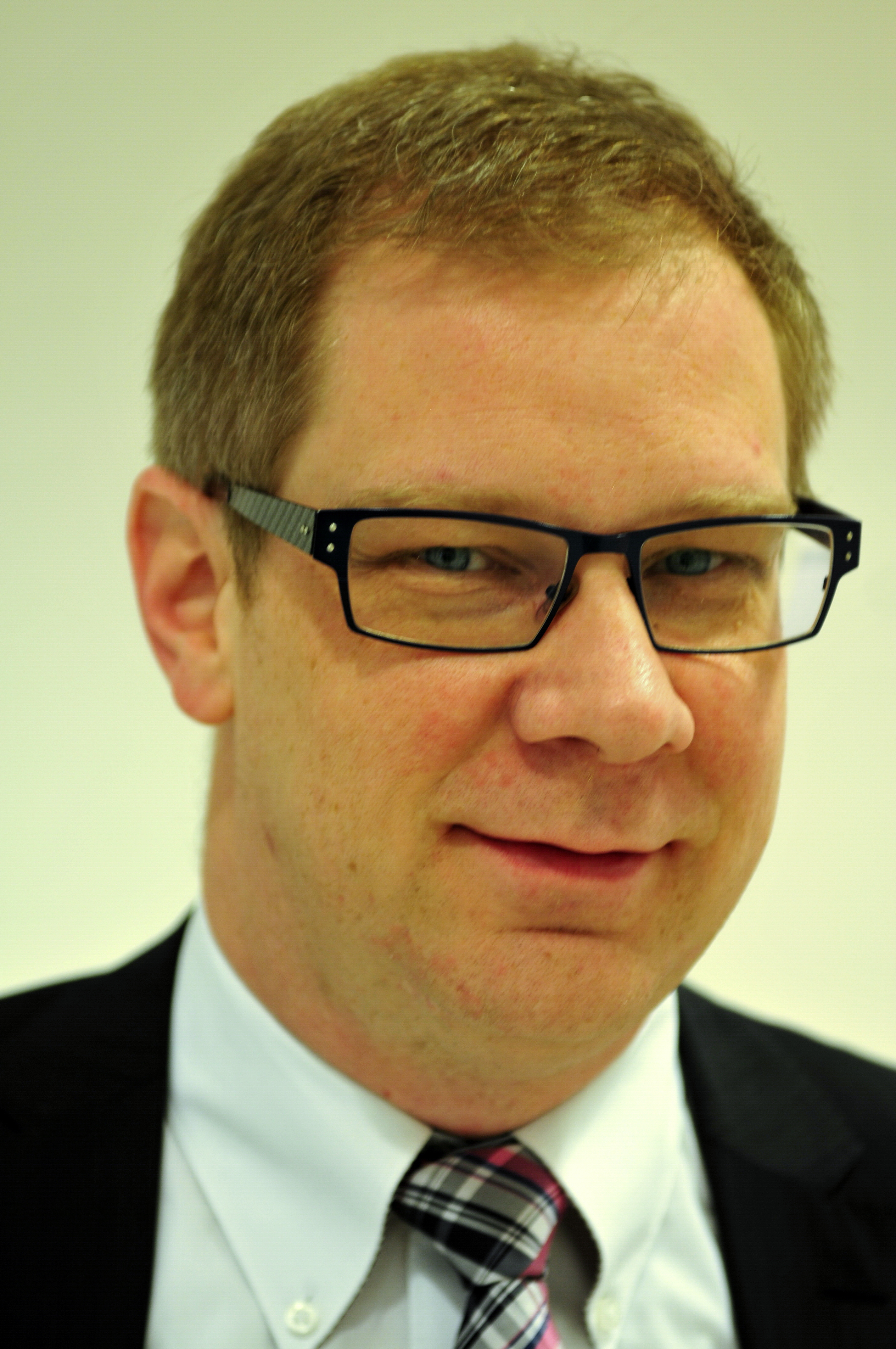
Büttner (2014)

Andreas Büttner (* 3. Juli 1973 in Kassel) ist ein deutscher Politiker (ehemals CDU und FDP, jetzt Die Linke). Er war von 2009 bis 2014 sowie von 2019 bis 2024 Mitglied des Landtages von Brandenburg. Von 2010 bis 2014 war er Vorsitzender der dortigen FDP-Fraktion. Von 2018 bis 2019 war er Staatssekretär im Ministerium für Arbeit, Soziales, Gesundheit, Frauen und Familie des Landes Brandenburg. Seit 2024 ist er Antisemitismusbeauftragter des Landes Brandenburg.

## Leben
Büttner wuchs in Baunatal auf. Er gehört der Kirche Jesu Christi der Heiligen der Letzten Tage an, ist verheiratet und wohnt mit seiner Frau und den vier gemeinsamen Kindern in Templin (Landkreis Uckermark). Er ist Mitglied verschiedener Vereine und Organisationen, darunter der Deutsch-Israelischen Gesellschaft. Zudem engagiert sich Büttner als Organist in Kirchen verschiedener Religionsgemeinschaften.

## Berufstätigkeit
Büttner ist seit 1995 aktiver Polizeibeamter (Oberkommissar) des Landes Berlin. Bis 2018 arbeitete er als Streifenpolizist in Berlin-Spandau.
Ferner war er laut Handelsregister von 2011 bis 2013 gemeinsam mit einem Wahlkreismitarbeiter Geschäftsführer einer Medienagentur in Eberswalde. Nach seinem vorübergehenden Ausscheiden aus dem Landtag im Jahre 2014 kehrte er in den Berliner Polizeidienst zurück. Zudem war Büttner Geschäftsführer einer auf vertrauliche Regierungskontakte spezialisierten Beratungsfirma mit Büros in Deutschland und in den USA.

## Politisch

### Mitglied der CDU
Andreas Büttner war zunächst Mitglied des von ihm mitbegründeten Baunataler Ortsverbandes der CDU-Jugendorganisation Junge Union und von 1989 bis 1991 Mitglied der CDU.

### Mitglied der FDP
Nach dem Umzug nach Brandenburg wurde er 2001 Mitglied der FDP, deren Kreisverband Uckermark er ab 2007 führte. Im selben Jahr wurde Büttner Mitglied im Landesvorstand der FDP Brandenburg. Büttner war Vorsitzender des Ortsverbandes Templin, der nach innerparteilichen Querelen, zwischenzeitlich nur noch aus fünf Personen, darunter mehrere Familienangehörige Büttners, bestand; ein Großteil der Mitglieder einschließlich der drei Stadtverordneten hatte die Partei im November 2012 verlassen.
Zum Präsidiumsmitglied der FDP Brandenburg wurde Büttner 2008 gewählt. Von 2008 bis 2011 war er auch Vorsitzender des Landesfachausschusses Bildung und Schule. Am 5. Dezember 2009 wurde er zum kommissarischen Generalsekretär der FDP Brandenburg bestellt.
Bei der Landtagswahl in Brandenburg 2009 wurde Büttner erstmals in den Landtag gewählt.
Auf dem Landesparteitag der FDP Brandenburg am 27. März 2010 wurde Büttner mit knapp 84 % der Stimmen als Generalsekretär bestätigt. Er trat am 31. August 2010 als Generalsekretär zurück, nachdem er Nachfolger von Hans-Peter Goetz als Vorsitzender der FDP-Fraktion im Landtag Brandenburg geworden war. Büttner war stellvertretender Vorsitzender des Ausschusses für Bildung, Jugend und Sport sowie Mitglied im Ausschuss für Arbeit, Soziales, Frauen und Familie. 2010 leitete er im Hintergrund die Ablösung des damaligen Fraktionschefs Hans-Peter Goetz ein; ihm sollen eigene Ambitionen auf diesen Posten nachgesagt worden sein. Die Presse bezeichnete den Vorgang als „Putsch“.
Im März 2013 kandidierte Büttner für den Bundesvorstand der FDP. Mit 23,56 bzw. 20,52 % der Stimmen in zwei Wahlgängen verfehlte er den Einzug in das Gremium.
Am 6. April 2013 wurde Büttner zum stellvertretenden Vorsitzenden der FDP Brandenburg gewählt. Dabei verzichtete die bisherige Amtsinhaberin Linda Teuteberg überraschend zu seinen Gunsten auf eine Kampfkandidatur und beendete damit einen in der Partei schwelenden Führungsstreit mit dem Vorsitzenden Gregor Beyer.
Am 30. November 2013 wurde Büttner zum Spitzenkandidaten der brandenburgischen FDP für die Landtagswahl am 14. September 2014 gewählt. Nach der verlorenen Landtagswahl, bei der die FDP aus dem Landtag ausschied, trat Büttner von dem Amt des stellvertretenden Vorsitzenden zurück.
Büttner ist seit 2013 Mitglied der Stadtverordnetenversammlung der Stadt Templin. Dort war er bis 2019 Vorsitzender des Ausschusses für Soziales, Kultur, Bildung und Sport. Er ist Vorsitzender der Linksfraktion in der SVV Templin. Er gehörte von 2008 bis 2014 dem Kreistag Uckermark an, erneut seit 2019. Dort ist er Vorsitzender des Ausschusses für Arbeit, Soziales und Gesundheit.

### Mitglied von Die Linke
Im Oktober 2015 gab Büttner seinen Austritt aus der FDP und seinen Eintritt bei der Partei Die Linke bekannt. Büttner wurde auf dem Parteitag der Linken im März 2016 in die Landesschiedskommission Brandenburg gewählt. Zur Bundestagswahl 2017 kandidierte Büttner als Direktkandidat im Wahlkreis Uckermark – Barnim I, wo er 18,4 % der Stimmen auf sich vereinigen konnte, was gegenüber der Bundestagswahl 2013 ein Minus von 8,7 % bedeutete.

### Staatssekretär
Büttner wurde am 1. Oktober 2018 zum Staatssekretär des Brandenburgischen Ministeriums für Arbeit, Soziales, Gesundheit, Frauen und Familie unter Ministerin Susanna Karawanskij ernannt und folgte damit auf Almuth Hartwig-Tiedt. Am 20. November 2019 schied er mit Bildung des Kabinetts Woidke III aus dem Amt.

### Erneut im Landtag
Bei der Landtagswahl in Brandenburg 2019 wurde Büttner zum zweiten Mal in den Landtag gewählt. Am 19. Juni 2024 legte er sein Landtagsmandat im Zuge seiner Berufung zum Antisemitismusbeauftragten Brandenburgs nieder. Für ihn rückte Carsten Preuß in den Landtag nach.

### Antisemitismusbeauftragter
Der Landtag von Brandenburg berief nach langem Ringen Büttner Mitte Juni 2024 zum Antisemitismusbeauftragten. Die Stelle ist beim Landtag angesiedelt. Fast alle AfD-Abgeordneten verließen vor seiner Vereidigung aus Protest den Plenarsaal des Landtags. Anfang August 2024 kam es in Templin durch unbekannte Täter zu einem rechtsextremen Anschlag auf ein Privatfahrzeug Büttners, der Staatsschutz ermittelte wegen der Beschädigung mit verfassungsfeindlichen Symbolen; Medienberichten zufolge handelte es sich um Hakenkreuze.

## Ehrenamt
Andreas Büttner unterstützt ein privates Kinderhilfsprojekt auf den Philippinen und ein Jugendcamp für israelische und palästinensische Kinder in Israel. Zusätzlich ist er Mitglied im Förderverein Multikulturelles Centrum Templin und war Vorsitzender des UM Queer e. V., einem Verein zur Integration und Vernetzung von Schwulen, Lesben, Bisexuellen und Transpersonen in der Uckermark.